# Liste des jeux en théorie des jeux
La théorie des jeux étudie les interactions stratégiques entre individus dans des situations appelées jeux. Les classes de ces jeux ont été nommées. Ceci est une liste des jeux les plus couramment étudiés 

## Explication des fonctionnalités
Les jeux peuvent avoir plusieurs fonctionnalités, quelques-unes des plus courantes sont répertoriées ici.
- Nombre de joueurs : Chaque personne qui fait un choix dans une partie ou qui reçoit un gain du résultat de ces choix est un joueur.
- Stratégies par joueur : Dans une partie, chaque joueur choisit parmi un ensemble d’actions possibles, appelées stratégies pures. Si le numéro est le même pour tous les joueurs, il est répertorié ici.
- Nombre d’ équilibres de Nash purement stratégiques : Un équilibre de Nash est un ensemble de stratégies qui représente les meilleures réponses mutuelles aux autres stratégies. En d’autres termes, si chaque joueur joue son rôle dans l’équilibre de Nash, aucun joueur n’est incité à modifier unilatéralement sa stratégie. En considérant uniquement les situations où les joueurs jouent une seule stratégie sans effectuer de randomisation (stratégie pure), un jeu peut avoir un nombre quelconque d'équilibres de Nash.
- Jeu séquentiel : un jeu est séquentiel si un joueur exécute ses actions après un autre joueur; sinon, le jeu est un jeu de déplacement simultané .
- Informations parfaites : Un jeu contient des informations parfaites s’il s’agit d’un jeu séquentiel et chaque joueur connaît les stratégies choisies par les joueurs qui les ont précédés.
- Somme constante : Une partie est une somme constante si la somme des gains pour chaque joueur est la même pour chaque ensemble de stratégies. Dans ces jeux, un joueur gagne si et seulement si un autre joueur perd. Un jeu à somme constante peut être converti en jeu à somme nulle en soustrayant une valeur fixe de tous les gains, en laissant leur ordre relatif inchangé.

## Liste de jeux
| Game                        | Players      | Strategies per player | No. of pure strategy Nash equilibria | Sequential |
| --------------------------- | ------------ | --------------------- | ------------------------------------ | ---------- |
| Battle of the sexes         | 2            | 2                     | 2                                    | No         |
| Blotto games                | 2            | variable              | variable                             | No         |
| Cake cutting                | N, usually 2 | infinite              | variable                             | Yes        |
| Centipede game              | 2            | variable              | 1                                    | Yes        |
| Chicken (aka hawk-dove)     | 2            | 2                     | 2                                    | No         |
| Commune game                | 3            |                       |                                      |            |
| Coordination game           | N            | variable              | >2                                   | No         |
| Cournot game                | 2            | infinite              | 1                                    | No         |
| Deadlock                    | 2            | 2                     | 1                                    | No         |
| Dictator game               | 2            | infinite              | 1                                    | N/A        |
| Diner's dilemma             | N            | 2                     | 1                                    | No         |
| Dollar auction              | 2            | 2                     | 0                                    | Yes        |
| El Farol bar                | N            | 2                     | variable                             | No         |
| Game without a value        | 2            | infinite              | 0                                    | No         |
| Guess 2/3 of the average    | N            | infinite              | 1                                    | No         |
| Kuhn poker                  | 2            | 27 & 64               | 0                                    | Yes        |
| Matching pennies            | 2            | 2                     | 0                                    | No         |
| Nash bargaining game        | 2            | infinite              | infinite                             | No         |
| Optional prisoner's dilemma | 2            | 3                     | 1                                    | No         |
| Peace war game              | N            | variable              | >2                                   | Yes        |
| Pirate game                 | N            | infinite              | infinite                             | Yes        |
| Platonia dilemma            | N            | 2                     | 2^N - 1                              | No         |
| Princess and monster game   | 2            | infinite              | 0                                    | No         |
| Prisoner's dilemma          | 2            | 2                     | 1                                    | No         |
| Public goods                | N            | infinite              | 1                                    | No         |
| Rock, paper, scissors       | 2            | 3                     | 0                                    | No         |
| Screening game              | 2            | variable              | variable                             | Yes        |
| Signaling game              | N            | variable              | variable                             | Yes        |
| Stag hunt                   | 2            | 2                     | 2                                    | No         |
| Traveler's dilemma          | 2            | N >> 1                | 1                                    | No         |
| Truel                       | 3            | 1-3                   | infinite                             | Yes        |
| Trust game                  | 2            | infinite              | 1                                    | Yes        |
| Ultimatum game              | 2            | infinite              | infinite                             | Yes        |
| Volunteer's dilemma         | N            | 2                     | 2                                    | No         |
| War of attrition            | 2            | 2                     | 0                                    | No         |